# Азовсталь
ПрАТ «Металургійний комбінат „Азовста́ль“» — зруйнований металургійний комбінат у Маріуполі. Український монополіст з випуску деяких видів металопрокату, підприємство з повним металургійним циклом. За рівнем валового доходу посідав третє місце серед металургійних підприємств України. Щорічно виробляв 6 млн т чавуну, 7 млн т сталі, 4,5 млн т прокату, 1,5 млн т агломерату.
Під час російсько-української війни, навесні 2022 року, територія «Азовсталі» оборонялася українськими військовими. На завершальній стадії оборони Маріуполя, 20 травня 2022 року, українські військові, виконавши бойове завдання, завершили оборону комбінату. В ході боїв «Азовсталь» було зруйновано російськими військами.

## Історія комбінату

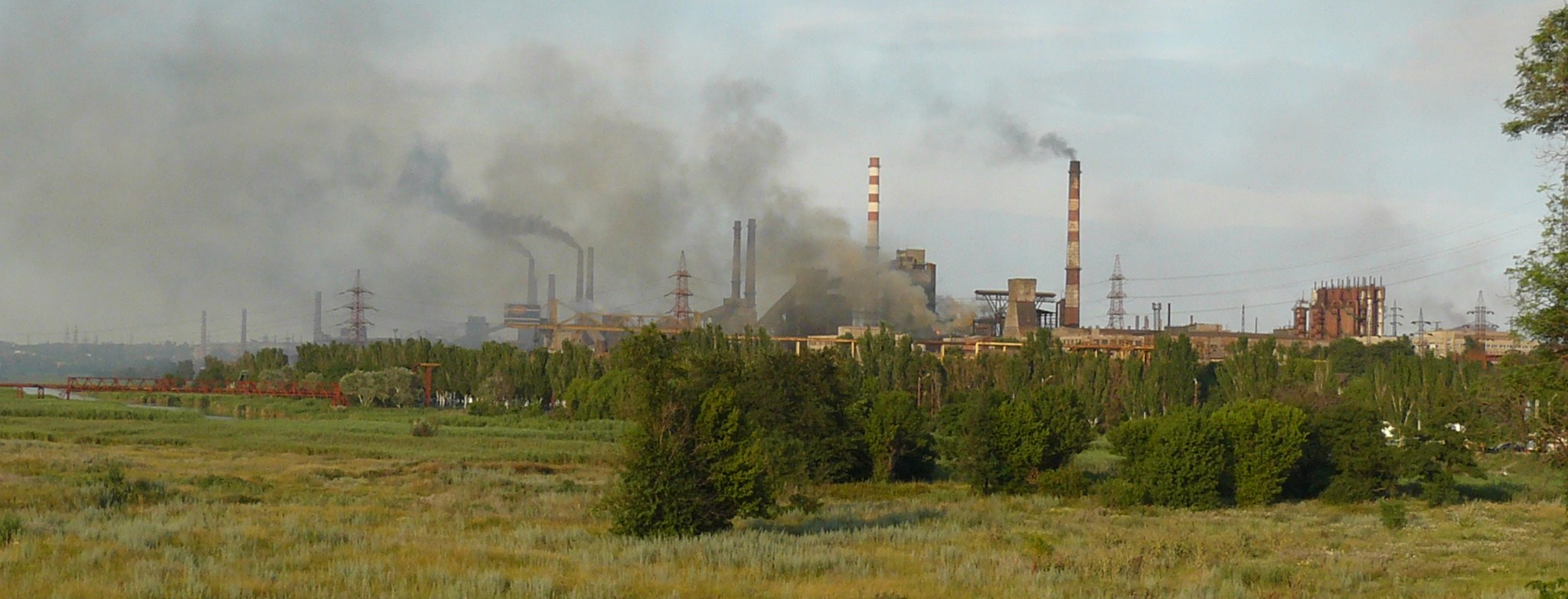
«Азовсталь» у 2012 р.

### Будівництво та модернізація
Рішення про будівництво металургійного заводу «Азовсталь» у Маріуполі було ухвалене 2 лютого 1930 року Президією ВРНГ СРСР. 7 листопада 1930 року відбулося закладення фундаменту першої доменної печі. 12 серпня 1933 року вона видала свій перший чавун. У 1934 почала роботу друга доменна піч, 1935 року на «Азовсталі» стартувало сталеплавильне виробництво — запрацювала перша в СРСР 250-тонна хитна мартенівська піч. У травні 1939 року на «Азовсталі» було встановлено світовий рекорд з продуктивності доменної печі за добу — піч № 3 видала 1614 тонн чавуну.
Через початок німецько-радянської війни мартенівські та доменні печі «Азовсталі» зупинили. 8 жовтня закінчилася евакуація персоналу «Азовсталі». 7 вересня 1943 року, під час відступу, німецькі війська підірвали майже все устаткування на «Азовсталі». Проте вже 24 жовтня 1944 року запрацювала відбудована пароелектроповітродувна станція.  Розпочала роботу киснева станція, що забезпечувала виробничі потреби не тільки «Азовсталі», але й інших підприємств Донбасу. В липні 1945 року відновила роботу одна доменна піч, а в листопаді відбудували та запустили мартенівську.
Після війни, в 1948 році, розпочалося будівництво нових прокатних цехів. У 1953 завод почав виробляти власний металургійний агломерат. «Азовсталь» став підприємством з повним металургійним циклом. На «Азовсталі» в 1954 році — вперше в СРСР — було освоєне виробництво залізничних рейок завдовжки 25 м. У наступні роки вводилося в експлуатацію нове устаткування, головним чином для виробництва залізничних рейок.
Друга черга розвитку комбінату почалася з введенням в експлуатацію товстолистового стану 3600 у 1973 році. 1977 року запустили киснево-конвертерний цех, 1981 року — електросталеплавильний. У серпні 1983 року «Азовсталь» відзначила 50 років. До того часу там було загалом виплавлено 145,5 млн тонн чавуну, 118,2 млн тонн сталі, 96,4 млн тонн прокату. У травні 1984 року завод «Азовсталь» набув статусу металургійного комбінату.
За незалежної України комбінат «Азовсталь» виробляв сертифіковану сталь, зокрема й корабельну, за передовими технологіями. Було відремонтовано низку устаткування та створено об'єкти природоохоронного призначення. У квітні 2003 року відбулося відкриття окремої азовстальської гілки газопроводу для стабільного забезпечення його роботи. З 2006 року «Азовсталь» входить до Групи Метінвест. До 2009 року було успішно освоєно виробництво понад 40 найменувань нових марок сталі. У 2011 припинило діяльність мартенівське виробництво сталі та було встановлено рекорд добового виробництва чавуну (15,5 тис. тонн).

### Російсько-українська війна
Після вторгнення Росії на Донбас у 2014 році генеральний директор «Азовсталі» ухвалив рішення відновити усі бомбосховища на території комбінату, забезпечити їх сухпайками, водою та рештою необхідного для тривалої оборони.
Після 24 лютого 2022 року було ухвалене рішення відкрити прохідні комбінату, щоб забезпечити вільний доступ цивільних у бомбосховища.
У ході боїв за Маріуполь 19 квітня 2022 року російські війська почали штурмували підприємство. Українські війська зайняли кругову оборону комбінату. Металургійний комбінат було практично повністю зруйновано російськими авіанальотами під час боїв.
4 травня російські війська прорвалися на територію комбінату. З 1 по 7 травня Україна та Росія за підтримки ООН домовилися про евакуацію цивільних, які ховались у бомбосховищах «Азовсталі». На процедуру екстракції військових-захисників «Азовсталі» окупанти не погодилися.
Гурт «Kalush Orchestra», який представляв Україну на «Євробаченні-2022», після виступу звернувся зі сцени із закликом врятувати захисників Маріуполя із «Азовсталі». Це посприяло різкому підвищенню інтересу до «Азовсталі» по світу.
Уночі з 16 на 17 травня частину захисників «Азовсталі» було евакуйовано на окуповані РФ території по гуманітарному коридору, для подальшої доставки на підконтрольну українській владі територію. Утримання «Азовсталі» до цього терміну забезпечило Україні час на формування резервів, перегрупування сил та отримання допомоги від партнерів. Командування полку «Азов» залишилося на території комбінату. 20 травня 2022 року, командування захисників «Азовсталі» покинуло комбінат. 108 з них Україна повернула з російського полону 21 вересня 2022 року в обмін на Віктора Медведчука.
27 червня 2022 року Генеральний директор зруйнованого російськими окупантами металургійного комбінату «Азовсталь» Енвер Цкітішвілі повідомив, що після війни «Метінвест» планує відновити завод, і вже призначена робоча група, яка працює над проєктом нової «Азовсталі»:
|  | «Це буде сучасний і безпечний для навколишнього середовища металургійний комплекс», — повідомив Енвер Цкітішвілі. |

Також Енвер Цкітішвілі зазначив, що відновити як завод «Азовсталь», так і «завод Ілліча» Росія попри свої обіцянки ніяк не зможе.

### «Азовсталь» як символ
Після оборони та зруйнування «Азовсталі», метал, вироблений на цьому комбінаті, став цінуватися як символ незламності. ЗМІ стали наголошувати на тому, що певні вироби виготовлені з металу «Азовсталі»: пішохідний міст на Оболоні в Києві, браслети, тренажери для реабілітації військових. Частина прибутків від продажів цих виробів пішла на потреби українського війська. З металу «Азовсталі» виготовлено корвет «Гетьман Іван Мазепа».

## Виробництво в ХХІ ст.

### Спеціалізація
«Азовсталь» був монополістом за випуском кількох видів металопрокату, підприємство з повним металургійним циклом. МК «Азовсталь» входить до Групи Метінвест, яка здійснює стратегію вагомого управління гірничо-металургійним бізнесом Групи СКМ. МК «Азовсталь» — сучасне технологічне підприємство, що виробляє широкий спектр металопродукції, яка займала передові позиції як на внутрішньому, так і на зовнішніх ринках, одна з найбільш стабільних компаній на європейському ринку металу. Комбінат має стратегічне значення для економіки України.
Комбінат — єдиний в Україні виробник високоякісного товстолистового прокату завтовшки від 6 до 200 мм і завширшки 1500-3200 мм для суднобудування, енергетичного і спеціального машинобудування, мостобудування, виготовлення труб великого діаметра для магістральних газо- і нафтопроводів північного виконання, глибоководних споруд. МК «Азовсталь», єдиний в Україні, виробляє залізничні рейки різних типів і призначень, великий сортовий і фасонний профіль, рейкові скріплення, помольні кулі.
Продукцію комбінату експортували в понад 30 країн. Якість продукції підтверджують сертифікати класифікаційних товариств: Регістри Ллойда (Британія, Німеччина), Американське бюро судноплавства, Американський інститут нафти, Німецький сертифікаційний центр ТЦУ тощо. Комбінат має призи «Золотий Меркурій» (1998; за високу якість продукції) та «Кришталева башта» (2000; за інвестиційну політику).
Азовсталь є власністю донецької фінансово-економічної групи System Capital Management (Ринат Ахметов). 2005 року відбулося злиття комбінату з маріупольським коксохімічним заводом «Маркохім».
Кіпрська Barlenco Ltd., афілійована з компаніями Metinvest B.V., Metinvest International SA і ТОВ «Метінвест холдинг», яким сумарно належить домінантний контрольний пакет в 96,77401 % акцій ПАТ "Металургійний комбінат «Азовсталь» (Маріуполь, Донецька обл.), оголосила про намір скористатися правом на примусовий викуп акцій у міноритаріїв.

### Продукція
- Заготовки для подальшого перероблення
  - квадратна гарячекатана для подальшого перероблення;
  - прямокутна безперервнолита (сляби).

- Прокат листовий
  - сертифікований класифікаційними товариствами;
  - виготовлений за зарубіжними стандартами;
  - для електрозварних труб;
  - для суднобудування;
  - для котлів і посудин, що працюють під тиском;
  - підвищеної міцності;
  - з конструкційної якісної сталі;
  - звичайної якості;
  - для мостобудування.

- Прокат сортовий і фасонний
  - сталь кругла гарячовальцьована для стрижнів млинів;
  - рейки залізничні;
  - рейкові скріплення;
  - кутики, балки, швелери;
  - профілі спеціального призначення для кріплення гірничих виробок, будівництва, машинобудування;
  - кулі помельні.

- Продукція з металургійних шлаків
  - продукція із доменного, мартенівського та конвертерного шлаків.

- Побічна продукція
  - вапняне борошно, аргон газоподібний, кисень газоподібний.

- Товари народного вжитку
  - кришталь.

У 2021 році загальне виробництво металевого прокату склало 4,1 млн тонн за рік, сталі - 4,34 млн тонн, чавуну – 3,8 млн тонн.

### Збутова мережа ВАТ «МК „Азовсталь“»
Компанія мала в розпорядженні офіси в 11 країнах, представництва діють у Стамбулі (Туреччина), Бейруті (Ліван), Пекіні та Шанхаї (Китай), Мілані (Італія), Санто-Домінго (Домініканська республіка), Белграді (Сербія), Тегерані (Іран), Вільнюсі (Литва), Хартумі (Судан), Ашгабаті (Туркменістан), Сінгапурі. Штаб-квартира компанії знаходиться в Донецьку.

## Виробничі підрозділи
- аглодоменний комплекс (аглофабрика, доменний цех з 5 печами)
- конвертерний цех
- товстолистовий цех (зі станом 3600)
- рейкобалочний цех
- великосортний цех
- кулепрокатні цехи
- допоможні служби

Чисельність персоналу — 10659 осіб.

## Екологія
Станом на 22 лютого 2011 року Азовсталь входив до десяти об'єктів, які є найбільшими забруднювачами навколишнього природного середовища в Україні.
У 2018 р. МК «Азовсталь» інвестував 0,5 млрд грн у модернізацію систем екологічного захисту і охолодження доменної печі № 4.
У червні 2019 р Азовсталь зупинила доменну піч № 6 для проведення капітального ремонту. Піч буде обладнана установкою вдування ПВП і установкою гранулювання шлаку. В результаті проєкту буде підвищена енергоефективність печі, а викиди пилу будуть знижені на 55 %.

## Директори заводу «Азовсталь»
- 1933—1937 — Гугель Яків Семенович
- 1937—1940 — Комов Петро Андрійович
- 1940—1941 — Коган Павло Ісайович
- 1943—1950 — Коган Павло Ісайович
- 1950—1954 — Тищенко Сергій Іларіонович
- 1954—1956 — Куликов Яків Павлович
- 1956—1981 — Лепорський Володимир Володимирович
- 1981—1988 — Шокул Анатолій Олексійович
- 1988—1998 — Булянда Олександр Олексійович
- 1998—2002 — Сахно Валерій Олександрович
- 2002—2006 — Білий Олексій Петрович
- 2006—2010 — Лівшиць Дмитро Арнольдович
- з 2010 — Цкітішвілі Енвер Омарович
- з 2022 — Цимбалюк Оксана Анатоліївна[25]

## Галерея

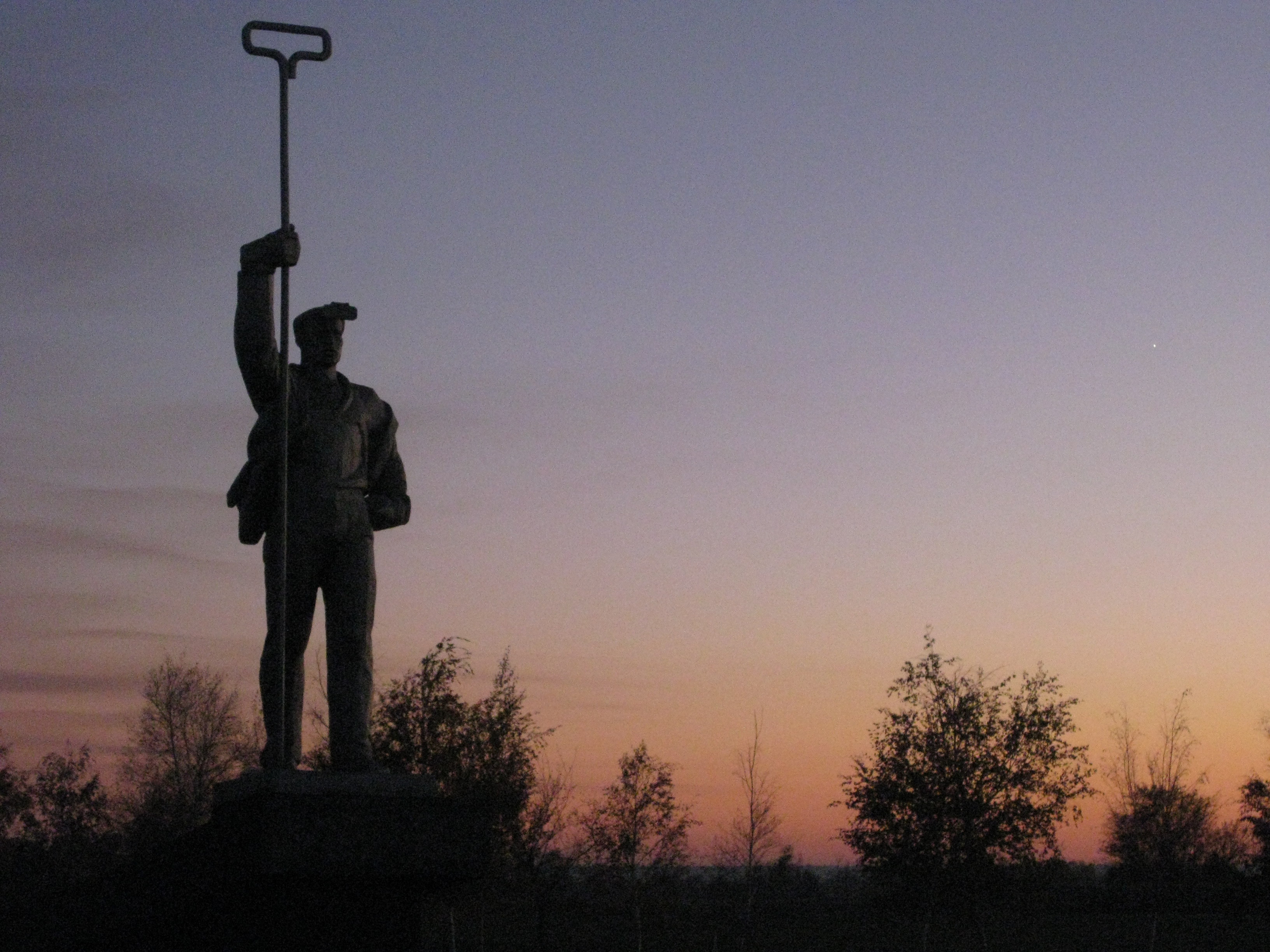
Скульптура сталевара
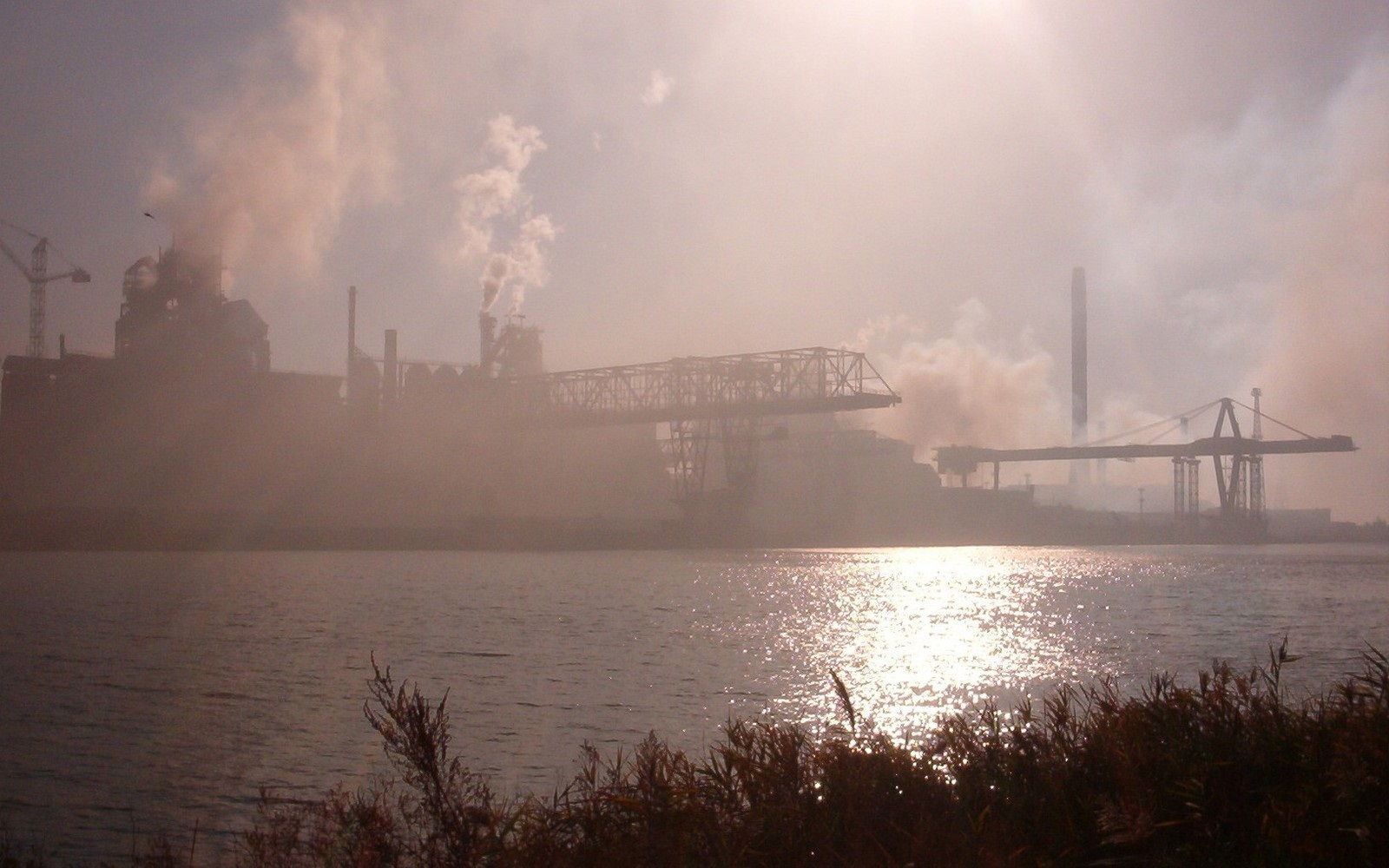
Вигляд на доменний цех
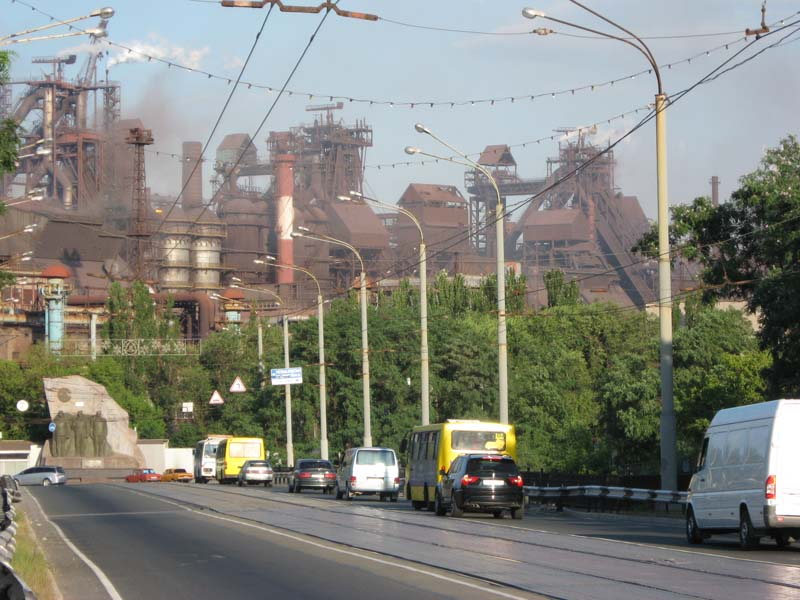
Як фон міської інфраструктури
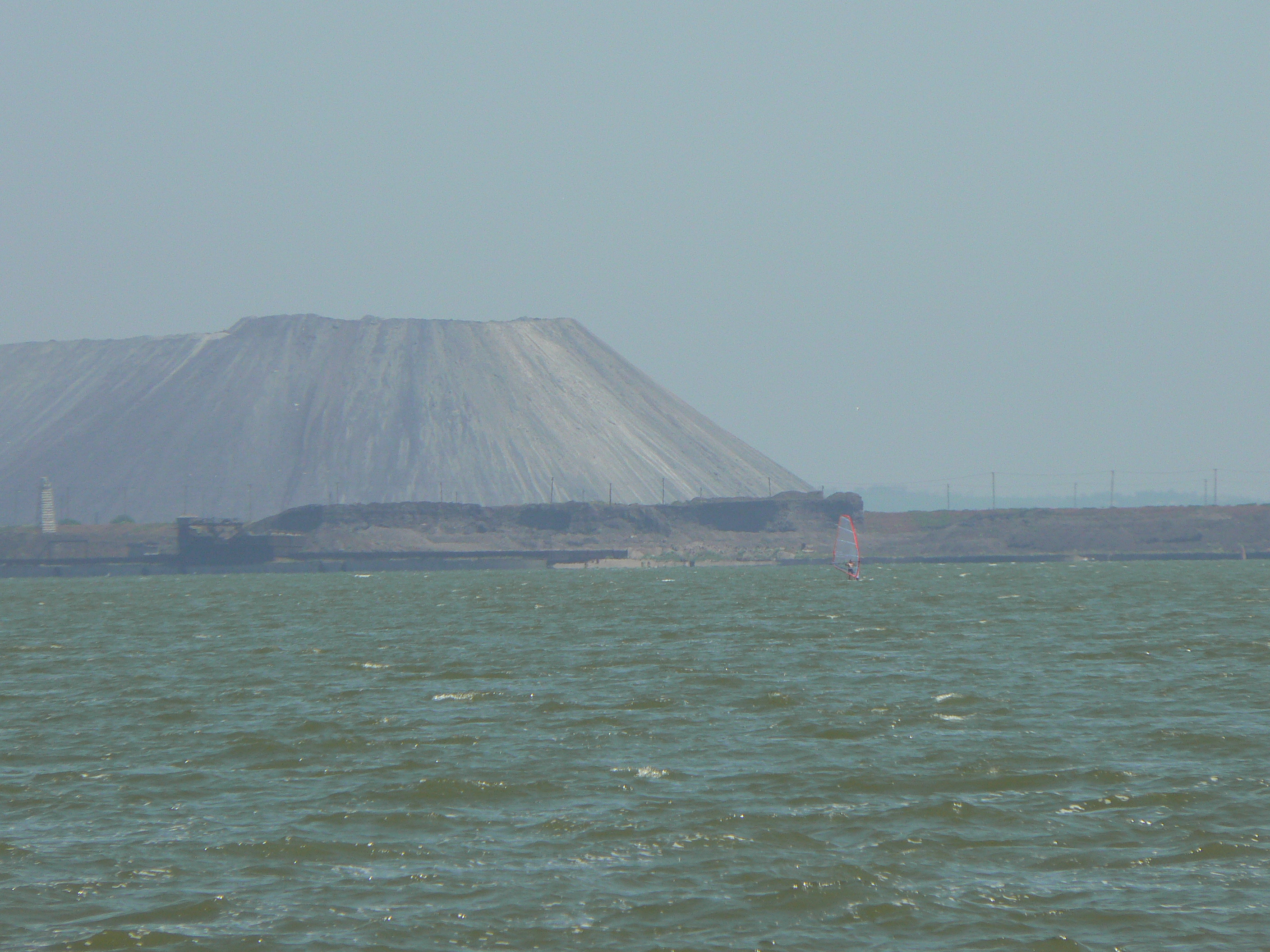
Гора шлаку від «Азовсталі» на березі Азовського моря